# Níjar (kommunhuvudort)
Níjar är en kommunhuvudort i Spanien.   Den ligger i provinsen Provincia de Almería och regionen Andalusien, i den södra delen av landet, 400 km söder om huvudstaden Madrid. Níjar ligger 367 meter över havet och antalet invånare är 26 516.
Terrängen runt Níjar är kuperad åt nordväst, men åt sydost är den platt. Runt Níjar är det ganska glesbefolkat, med 30 invånare per kvadratkilometer. Níjar är det största samhället i trakten. Omgivningarna runt Níjar är i huvudsak ett öppet busklandskap.